# Epinecrophylla fjeldsaai
Az Epinecrophylla  fjeldsaai a madarak osztályának verébalakúak (Passeriformes) rendjébe és a hangyászmadárfélék (Thamnophilidae) családjába tartozó faj.

## Rendszerezése
A fajt Niels Krabbe, Morton L. Isler, Phyllis R. Isler, Bret M. Whitney, José Álvarez Alonso és Paul J. Greenfield írták le 1999-ben, a Myrmetherula nembe Myrmotherula fjeldsaai néven. Sorolják az Epinecrophylla haematonota alfajaként Epinecrophylla haematonota fjeldsaai néven is.

## Előfordulása
Dél-Amerika északnyugati részén, Ecuador és Peru területén honos.